# Gouvernement asch-Scharqiyya
Asch-Scharqiyya (arabisch محافظة الشرقية Muhāfazat asch-Scharqīya, DMG Muḥāfaẓat aš-Šarqīya, deutsch „das Östliche“, ägyptisch-arabisch Muḥāfẓet El Sharʔiya), auch Scharkia, ist ein Gouvernement in Ägypten mit 7.163.824 Einwohnern und liegt im östlichen Nildelta.
Es grenzt im Norden an das Gouvernement ad-Daqahliyya, im Osten an die Gouvernements Bur Saʿid und al-Ismaʿiliyya, im Süden an das Gouvernement al-Qahira und im Westen an die Gouvernements al-Qalyubiyya und al-Gharbiyya. Das Verwaltungszentrum ist Zagazig.

## Bevölkerungsentwicklung
| Zensusjahr | Einwohnerzahl |
| ---------- | ------------- |
| 1986       | 3.420.119     |
| 1996       | 4.281.068     |
| 2007       | 5.354.041     |
| 2017       | 7.163.824     |